# Eduardo Bustos Montoya
Eduardo Bustos Montoya (* 3. Oktober 1976 in Rosario) ist ein ehemaliger argentinischer Fußballspieler.

## Karriere
Montoya begann seine Karriere 1995 beim Erstligisten Rosario Central. 1997 wechselte er auf Leihbasis zum niederländischen Feyenoord Rotterdam. 1996/97 wurde er mit Feyenoord Vizemeister der Eredivisie. 1999 wechselte er zum mexikanischen Atlas Guadalajara. 1999 wurde er mit dem Verein Vizemeister der Primera División (Verano). 2000 wurde er an japanischen Avispa Fukuoka ausgeliehen und an paraguayischen 12 de Octubre. 2002 kehrte er nach Argentinien zurück und unterschrieb einen Vertrag bei Chacarita Juniors. Danach spielte er bei CA Lanús. 2003 wechselte er zu CA Banfield. 2003 wurde er mit dem Verein Tabellendritter der Primera División. Von 2004 bis 2006 war er bei CA Independiente unter Vertrag. 2006 wechselte er zu Quilmes AC. Am Ende der Saison 2006/07 stieg Quilmes in die zweite Liga ab. 2007 wechselte er zum griechischen Levadiakos. 2009 kehrte er nach Argentinien zurück und unterschrieb einen Vertrag bei CA Temperley. Danach spielte er bei Central Córdoba de Rosario. 2011 beendete er seine Karriere als Fußballspieler.